# José Maria Pires
José Maria Pires (Córregos, 15 marzo 1919 – Belo Horizonte, 27 agosto 2017) è stato un arcivescovo cattolico e scrittore brasiliano, il primo vescovo di colore nella storia della Chiesa cattolica in Brasile.

## Biografia
Nato a Córregos, nel distretto di Conceição do Mato Dentro, nel 1919, all'età di undici anni entrò in seminario e fu ordinato sacerdote nel 1941 a Diamantina. Nominato vescovo di Araçuaí il 25 maggio 1957, venne consacrato il 22 settembre seguente dall'arcivescovo José Newton de Almeida Baptista. Il 2 dicembre 1965 fu promosso arcivescovo metropolita della Paraíba.
Fu membro della commissione centrale della Conferenza nazionale dei vescovi brasiliani e presidente della Commissione episcopale regionale del Nord-Est. Fu padre conciliare durante tutte le sessioni del Concilio Vaticano II e uno dei firmatari del Patto delle catacombe, un documento firmato da un gruppo di padri conciliari che si impegnavano a seguire uno stile di una vita di povertà.
Ritiratosi per raggiunti limiti d'età il 29 novembre 1995, morì a Belo Horizonte il 27 agosto 2017, all'età di 98 anni, a causa di un'insufficienza respiratoria causata dalla polmonite.

## Opere
- O grito de milhões de escravas: a cumplicidade do silêncio (1983)[3]
- A cultura religiosa afro-brasileira e seu impacto na cultura universitária (2014)
- Meditações diante da cruz (2015)
- O sacerdote, imagem de Cristo (2016)

## Onorificenze
- Laurea honoris causa all'Università Federale del Paraíba (2013)[4]

## Genealogia episcopale e successione apostolica
La genealogia episcopale è:
- Cardinale Scipione Rebiba
- Cardinale Giulio Antonio Santori
- Cardinale Girolamo Bernerio, O.P.
- Arcivescovo Galeazzo Sanvitale
- Cardinale Ludovico Ludovisi
- Cardinale Luigi Caetani
- Cardinale Ulderico Carpegna
- Cardinale Paluzzo Paluzzi Altieri degli Albertoni
- Papa Benedetto XIII
- Papa Benedetto XIV
- Cardinale Enrico Enriquez
- Arcivescovo Manuel Quintano Bonifaz
- Cardinale Buenaventura Córdoba Espinosa de la Cerda
- Cardinale Giuseppe Maria Doria Pamphilj
- Papa Pio VIII
- Papa Pio IX
- Cardinale Alessandro Franchi
- Cardinale Giovanni Simeoni
- Cardinale Antonio Agliardi
- Cardinale Basilio Pompilj
- Arcivescovo Joaquim Domingues de Oliveira
- Cardinale Jaime de Barros Câmara
- Arcivescovo José Newton de Almeida Baptista
- Arcivescovo José Maria Pires

La successione apostolica è:
- Vescovo Constantino José Lüers, O.F.M. (1973)